# أنيير سور سون
أنيير سور سون (بالفرنسية: Asnières-sur-Saône) هي بلدية فرنسية تقع في إقليم آن في فرنسا. رمز إنسي لها هو:1023. أما الرمز البريدي لها فهو: 1570.